# Ulla West
Ulla West, född 1954 i Trollhättan, är en svensk målare, tecknare och  textilkonstnär som bor och arbetar i Stockholm
Ulla West har haft åtskilliga separatutställningar i Sverige och internationellt på gallerier och konsthallar sedan 1980-talet, till exempel i Japan, Ryssland och Thailand. 2007 deltog hon i Kaunas Art Biennal och under 2008  i Peking på Internationella Fiber Art Biennalen. Under 2009 har hon visat arbeten i utställningen ”Irreverent, Contemporary Nordic Crafts Art” i San Francisco på Yerba Buena Center for the Arts, YBCA och i Stockholm på Hallwylska palatset. Ulla West arbetar också med scenografi- och kostymuppdrag för teater, film- och tv-produktioner.